# Nicolaus Archius

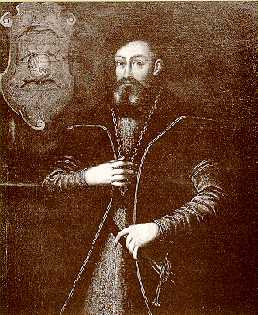
Nicolaus Archius

Nicolaus Archius Comes, latinisering van Niccolò d’Arco, (1492/1493 – 1546) was een Italiaanse Neolatijnse dichter en humanist. 

## Levensloop
Er is veel onzekerheid over het leven van Niccolò d’Arco. Lange tijd hebben biografen zijn geboorte gedateerd op 3 december 1479 in Arco (Trente, Noord-Italië) als zoon van Ulrico (of Odorico), graaf van Arco en gravin Cecilia Gonzaga. Recentere onderzoekers dateren zijn geboorte echter in 1492/1493, en beschouwen Susanna Collalto – Credazzo, de tweede vrouw van Ulrico na de dood van Cecilia Gonzaga, als zijn moeder. Deze biografie gaat uit van de tweede theorie.
Na enkele jaren als page van keizer Maximiliaan I te hebben gediend, studeerde Niccolò d’Arco omstreeks 1504 in Pavia aan het Gymnasium van Ticino en van 1511 tot 1521 aan de universiteit van Padua. Daarna bracht hij een aantal jaar door aan de universiteit van Bologna, waar hij Paolo Ricci (medicus en humanist), Marcantonio Flaminio, Bernardo Clesio (de latere bisschop van Trente, aan wie hij in 1525 samen met zijn neef Gerardo hulp bood tegen boerenrebellen) en Erasmus van Rotterdam ontmoette. Marcantonio Flaminio ging tot d’Arco’s vriendenkring behoren en had veel invloed op zijn poëzie.
In deze periode was hij al literair actief: een groot deel van zijn liefdespoëzie is in die tijd geschreven. Deze gedichten waren hoofdzakelijk geadresseerd aan Flavia, Philena, Lalage en Neaera. Ook wisselde hij destijds gedichten uit met zijn oudere vriend kardinaal Adriano Castellesi da Corneto, die in 1512 een einde had gemaakt aan een conflict in de familie d’Arco over de verdeling van het vermogen. Daarnaast heeft hij deelgenomen aan een wedstrijd in het schrijven van een grafschrift voor Rafaël, maar werd verslagen door Pietro Bembo. In deze vroege periode oogstte hij al bewondering van onder meer Giano Pirro Pincio en Julius Caesar Scaliger.
Na tussen 1521 en 1526 officier te zijn geweest in de oorlog tussen keizer Karel V en koning Frans I van Frankrijk, gaf hij de voorkeur aan het schrijversleven en arriveerde hij aan het hof van de Gonzaga in Mantua, waar hij contact had met intellectuelen als Paolo Giovio, Girolamo Fracastoro en Annibale Caro. De band met Mantua werd nog versterkt door zijn huwelijk in 1520 met Giulia Gonzaga, hertogin van Novellara. Ook was hij enige tijd werkzaam aan het hof van Isabella d’Este. Hij wist zijn positie intact te houden door lovende gedichten op de adel van Mantua. Ondanks zijn banden met Mantua bevond hij zich waarschijnlijk voor een groot deel van zijn tijd in zijn kasteel in Arco.
In de herfst van 1542 was d’Arco genoodzaakt zich terug te trekken naar Duitsland, waar hij verbleef in Innsbruck en Keulen. De oorzaak voor deze vlucht is omstreden: enerzijds wordt beweerd dat hij en zijn broers onterecht werden aangeklaagd door de regering van Arco vanwege tumult onder het volk, in een poging de familie te verdrijven; anderzijds wordt zijn terugtrekking verklaard met een nieuwe ruzie binnen de familie d’Arco, waarbij Niccolò ternauwernood was ontsnapt aan een nachtelijke aanslag door zijn neef Giulio. Hoe dan ook werd hij verwelkomd aan het keizerlijk hof in Duitsland, waar hij keizer Ferdinand I om interventie vroeg. Tot 1545 diende hij vervolgens in diens keizerlijk leger; in dat jaar kon hij, door hulp van de keizer, terugkeren naar zijn vaderland. 
Het jaar daarop, in 1546, overleed Niccolò d’Arco. Hij liet zijn zonen en dochters achter bij zijn twee vrouwen, Giulia Gonzaga en Laura Marchesa di Bentivoglio. 
d’Arco was de eerste schrijver van Latijnse poëzie die uit Trente afkomstig was. 
Hij was een vurig criticus van de dichters in zijn tijd, en om die reden niet aangesloten bij een bepaalde school. Desondanks onderhield hij wel betrekkingen met Giovanni Cotta, Iacopo Vergagno en Giovanni Fruticeno. 
Enkele werken die hij bezat, waaronder van Pier Paolo Vergerio, Johannes Calvijn, Girolamo Savonarola, Johannes Reuchlin en een Duitse Bijbel, doen vermoeden dat hij hervormingsgezind was. Een dergelijke religieuze interesse valt echter niet te bespeuren in zijn literaire werken.

## Werk
Van veel van D'Arco's gedichten is alleen een codex autographicus voorhanden, momenteel bewaard in de Biblioteca Laurenziana in Florence. Een complete editie van d’Arco’s werk is nooit gepubliceerd. Kort voor zijn dood in 1546 werd – zonder d’Arco’s toestemming - een verzameling van een aantal van zijn gedichten in Mantua gepubliceerd door Giovanni Frutticeno, die er de naam Numeri aan gaf en het opdroeg aan de oudste broer van Niccolò, Scipione d’Arco. De bundel werd gedrukt door de drukker Ruffinelli. Deze bundel was slecht geredigeerd en slordig gedrukt, en zodoende zijn er weinig exemplaren van overgeleverd. Later werd zijn poëzie zoals die was gedrukt in de editie van Frutticeno opgenomen in verschillende verzamelingen van latere humanisten en letterkundigen.  Een toevoeging van tot dan toe ongepubliceerde gedichten werd in 1762 gemaakt door Zaccaria Betti met behulp van een manuscript (Laurenziana, Ashburnham 266).
Het enige gedrukte werk dat we over hebben is dus Nicolai Archi Comitis Numeri (Mantua, 1546). Van overige werken zijn alleen de namen ons bekend:
Hymnen
- Ad S. Paulum pontificem maximum

Redevoeringen
- Ad Maximum Aemilianum Augustum
- Ad Caesarem Carolum V
- De laudibus scientiarum
- Ad Casalium
- Laudes Christophori Madrutii
- Apologia Caesaris Caroli V

Dialogen
- De inani nomine famae

Traktaten
- De Unitate Ecclesiae (mogelijk een verdediging van zijn orthodoxie)
- Obsidio Viennae
- Ticinensis conflictus (over de slag bij Pavia in 1525)